# João Godinho
João Nuno Lobo Godinho (sinh ngày 28 tháng 9 năm 1984) là một cầu thủ bóng đá người Bồ Đào Nha thi đấu cho C.D. Mafra ở vị trí thủ môn.